# Philopator
Philopator is een geslacht van vlinders van de familie bloeddrupjes (Zygaenidae), uit de onderfamilie Chalcosiinae.

## Soorten
- P. basimaculata Moore, 1866
- P. flavofasciata Matsumura, 1911
- P. rotunda Hampson, 1896